# Megachile cubiceps
Megachile cubiceps är en biart som beskrevs av Heinrich Friese 1906. Megachile cubiceps ingår i släktet tapetserarbin, och familjen buksamlarbin. Inga underarter finns listade i Catalogue of Life.